# Estret d'Hecate
L'estret d'Hecate (en anglès: Hecate Strait, en llengua haida: K̲andaliig̲wii, també Siigaay, que significa simplement "oceà") és un estret ample però poc profund entre Haida Gwaii i la part continental de la Colúmbia Britànica, al Canadà. Es fusiona amb Queen Charlotte Sound al sud i Dixon Entrance al nord. Amb uns 140 quilòmetres d'ample al seu extrem sud, l'estret d'Hecate s'estreny al nord fins a uns 48 quilòmetres. Té uns 260 quilòmetres de longitud.

## Història
L'estret d'Hecate, pel fet de ser molt poc profund, és especialment susceptible a les tempestes i al temps violent. Els Haida de Haida Gwaii van creuar l'estret d'Hecate fins a terra ferma per saquejar els pobles costaners per prendre esclaus. De vegades, les primeres nacions continentals van creuar l'estret d'Hecate fins a Haida Gwaii, com ara un destacament de nisga'a des del baix riu Nass, que va creuar l'estret en una incursió de represàlia després d'un atac dels Haida de Hiellen, que va portar els esclaus nisga'a de tornada a Hiellen. Els habitants de Hiellen, tement una represàlia nisga'a, es van refugiar a Masset. Els nisga'a van trobar Hiellen abandonada i van cremar la població. Els Haida de Masset va contraatacar, donant lloc a una llarga batalla a Hiellen i al proper Taaw Tldáaw. Els supervivents nisga'a van tornar a creuar l'estret d'Hecate per tornar a casa.
L'estret d'Hecate deu el seu nom al capità George Henry Richards, que li va posar l'any 1861 o 1862 en honor al seu vaixell de topografia, l'HMS Hecate.